# Myrcia regnelliana
Myrcia regnelliana är en myrtenväxtart som beskrevs av Otto Karl Berg. Myrcia regnelliana ingår i släktet Myrcia och familjen myrtenväxter. Inga underarter finns listade i Catalogue of Life.